# Tragöß
Tragöß est une ancienne commune autrichienne du district de Bruck-Mürzzuschlag en Styrie. Elle a fusionné avec Sankt Katharein an der Laming le 31 décembre 2014 pour former Tragöss-Sankt Katharein.